# 莫尔多沃 (坦波夫州)
莫尔多沃（羅馬化：Mordovo）是俄罗斯坦波夫州的市级镇，为该州莫尔多沃区行政中心及规模最大聚居地。地处坦波夫州西南部，位于顿河流域比秋格河畔，在州府坦波夫西南方，距坦波夫州与利佩茨克州的州界约17公里。镇内设有铁路车站奥博罗纳站。
1744年首次提及；1928年成为新成立的莫尔多沃区行政中心，1968年设市级镇。该地2022年人口有5,499人；2010年人口6,520；2002年人口7,327；1989年人口8,445。